# Noordrijns voetbalkampioenschap 1913/14
In 1913/14 werd het twaalfde Noordrijns voetbalkampioenschap gespeeld, dat georganiseerd werd door de West-Duitse voetbalbond. 
Düsseldorfer SV 04 werden kampioen en plaatste zich voor de West-Duitse eindronde. In een groepsfase met 5 clubs werd de club laatste. De clubs uit Duisburg en Essen verkasten naar de heringevoerde Ruhrcompetitie, de clubs uit Solingen en Elberfeld gingen naar de Zuidrijnse competitie. De clubs uit Düsseldorf en München-Gladbach komen van de Zuidrijnse competitie.
Düsseldorfer FC 99 nam de naam Düsseldorfer SC 99 aan. 

## Kreisliga
| Plaats | Club                      | Wed. | W | G | V | Saldo | Ptn.  |
| ------ | ------------------------- | ---- | - | - | - | ----- | ----- |
| 1.     | SC Union 05 Düsseldorf    | 14   | 6 | 4 | 4 | 25:20 | 16:12 |
| 2.     | Düsseldorfer SV 04        | 14   | 6 | 4 | 4 | 24:27 | 16:12 |
| 3.     | Borussia München-Gladbach | 14   | 5 | 5 | 4 | 17:20 | 15:13 |
| 4.     | FC Alemannia Aachen       | 14   | 5 | 4 | 5 | 22:20 | 14:14 |
| 5.     | Düsseldorfer SC 1899      | 14   | 5 | 4 | 5 | 24:22 | 14:14 |
| 6.     | VfJuV Düren               | 14   | 5 | 3 | 6 | 25:22 | 13:15 |
| 7.     | FC 1894 München-Gladbach  | 14   | 6 | 1 | 7 | 18:17 | 13:15 |
| 8.     | Dürener FC 1903           | 14   | 4 | 3 | 7 | 12:19 | 11:17 |

|  | Play-off voor de finale |

Play-off
|  |                        |       |                    |  |
|  | SC Union 05 Düsseldorf | 1 – 3 | Düsseldorfer SV 04 |  |
|  |                        |       |                    |  |

## A-Klasse
| Plaats | Club                          | Wed.           | W              | G              | V              | Saldo          | Ptn.           |
| ------ | ----------------------------- | -------------- | -------------- | -------------- | -------------- | -------------- | -------------- |
| 1.     | VfB 1903 Cleve                | 16             | 11             | 2              | 3              | 38:21          | 24:08          |
| 2.     | FC Eintracht München-Gladbach | 16             | 10             | 1              | 5              | 34:20          | 21:11          |
| 3.     | VfB 1904 Crefeld              | 16             | 8              | 2              | 6              | 34:28          | 18:14          |
| 4.     | FC Germania Düren             | 16             | 6              | 3              | 7              | 35:35          | 15:17          |
| 5.     | Rheydter SpV 1905             | 16             | 6              | 3              | 7              | 25:26          | 15:17          |
| 6.     | FC Hilden 1903                | 16             | 5              | 4              | 7              | 30:33          | 14:18          |
| 7.     | Crefelder FC Preußen 1895     | 16             | 6              | 2              | 8              | 32.41          | 14.18          |
| 8.     | Dürener SpV 1906              | 16             | 6              | 1              | 9              | 28:40          | 13:19          |
| 9.     | FC Concordia 1905 Düsseldorf  | 16             | 4              | 2              | 10             | 34:46          | 10:32          |
| 10.    | FC Germania 1905 Hilden       | Teruggetrokken | Teruggetrokken | Teruggetrokken | Teruggetrokken | Teruggetrokken | Teruggetrokken |

|  | Kampioen |